# Baltazar Knapič
Baltazar Knapič, slovenski kemik, * (?) 1848, (?), † 14. april 1914, Gradec.
Na ljubljanski realki je poučeval kemijo, od leta 1896 dalje pa je bil ravnatelj učiteljišča v Celovcu. Ukvarjal se je z analizno kemijo. Posebej je raziskoval onesnaženje Ljubljanice in kakovost vode v ljubljanskih vodnjakih. Na realki je organiziral v vsej Avstro-Ogrski priznani analizni laboratorij. Ta laboratorij pomeni prvi raziskovalni center za kemijsko stroko v Sloveniji.